# Trapiche del Rosario
Trapiche del Rosario är en ort i Mexiko.   Den ligger i kommunen Actopan och delstaten Veracruz, i den sydöstra delen av landet, 250 km öster om huvudstaden Mexico City. Trapiche del Rosario ligger 481 meter över havet och antalet invånare är 1 379.
Terrängen runt Trapiche del Rosario är huvudsakligen kuperad. Trapiche del Rosario ligger nere i en dal. Runt Trapiche del Rosario är det ganska tätbefolkat, med 100 invånare per kvadratkilometer. Närmaste större samhälle är Xalapa, 18,3 km väster om Trapiche del Rosario. Omgivningarna runt Trapiche del Rosario är en mosaik av jordbruksmark och naturlig växtlighet.